# HD 100953
HD 100953, eller 23 Crateris, är en gulvit stjärna i huvudserien i Vattenormens stjärnbild. Trots sin Flamsteed-beteckning tillhör den inte stjärnbilden Bägaren. Den ligger på gränsen mellan stjärnbilderna och fick byta tillhörighet vid översynen av gränser mellan stjärnbilderna år 1930 och benämns efter bytet av stjärnbild med sin HD-beteckning, HD 100953.
HD 100953 har visuell magnitud +6,32 och är svagt synlig för blotta ögat vid mycket god seeing. Den befinner sig på ett avstånd av ungefär 230 ljusår.